# Carpineto Romano
Carpineto Romano là một đô thị ở tỉnh Roma, vùng Lazio, nằm ở vị trí khoảng 60 km về phía đông nam của Roma. Vào thời điểm ngày 31 tháng 12 năm 2004, đô thị này có dân số 4.809 người và diện tích là 84.5 km².
Đây là nơi sinh của Giáo hoàng Leo XIII.
Carpineto Romano giáp các đô thị: Bassiano, Gorga, Maenza, Montelanico, Norma, Roccagorga, Sezze, Supino.